# Circonferenza circoscritta

Circonferenza circoscritta, C, e circocentro, O, di un poligono ciclico, P

In geometria, una circonferenza circoscritta è la circonferenza passante per tutti i vertici di un poligono, se ciclico. Il suo centro si chiama circocentro. Dato che per tre punti non allineati passa una e una sola circonferenza, ogni triangolo ha una sua propria circonferenza circoscritta e in ogni poligono tale circonferenza, se esistente, è sempre unica.

## Poligoni ciclici
Tutti i triangoli, i rettangoli e i poligoni regolari semplici (ovvero i cui lati non si intersecano) sono ciclici; inoltre per questi ultimi il circocentro è il loro centro di simmetria rotazionale.
Si dimostra facilmente che un poligono semplice è ciclico se e solo se gli assi dei suoi lati sono concorrenti, cioè appartengono ad uno stesso fascio che ha come punto comune il circocentro.
Osserviamo che si possono considerare ciclici anche poligoni non semplici: un esempio piuttosto noto è dato dal pentagramma inscritto in un pentagono regolare.

## Quadrilateri ciclici

Quadrilateri ciclici

Un quadrilatero possiede una circonferenza circoscritta se e solo se la somma dei suoi angoli opposti è 180°. 
In questa categoria ricadono quindi tutti i quadrati, i rettangoli e i trapezi isosceli, ovvero quelli i cui lati obliqui siano uguali. Tuttavia esistono altri quadrilateri ciclici che non ricadono in nessuna di queste categorie. Quadrilateri che non sono ciclici includono tutti i rombi che non sono quadrati, così come tutti i trapezi rettangoli.
Per calcolare l'area di un quadrilatero ciclico a partire dalla lunghezza dei suoi lati si può usare la formula di Brahmagupta.
La disuguaglianza di Tolomeo indica che il prodotto delle diagonali di un quadrilatero ciclico è uguale alla somma dei prodotti dei lati opposti.